# Rock 'n' Bled
Rock 'n' Bled is een korte film uit 2012 van Touria Benzari. De film vormt het tweede deel van een trilogie die in 2015 zou samenvloeien in de langspeelfilm Ta mère!.

## Verhaal
Salim keert terug naar Marrakesh nadat zijn huwelijk met Sofia is stukgelopen in Frankrijk. Zijn moeder gaat niet akkoord met de gang van zaken, omdat ze voor haar zoon geen toekomst ziet in Marokko. Wanneer Sofia aankomt in Marokko om de scheiding te voltooien ziet ze dat Emilie, een jonge Franse vrouw, gecharmeerd is door Salim, wat alles in een andere plooi gooit.

## Rolverdeling
| Acteur              | Personage     |
| ------------------- | ------------- |
| Salim Kechiouche    | Salim         |
| Sofiia Manousha     | Sofia         |
| Julie Gayet         | Juliette      |
| Anas El Baz         | Karim         |
| Sarah Jane Marshall | Emilie        |
| Nadia Niazi         | Salims moeder |